# Estació de Valldaura
Valldaura és una estació de la L3 del Metro de Barcelona situada sota el Passeig de Valldaura, al barri d'Horta, al districte d'Horta-Guinardó de Barcelona i es va inaugurar el 2001 amb la prolongació entre Montbau i Canyelles.
| Metro de Barcelona     |        |                                              |           |                        |
| Procedència/Destinació | <      | Línia                                        | >         | Procedència/Destinació |
| Zona Universitària     | Mundet | Logotip de la Línia 3 del metro de Barcelona | Canyelles | Trinitat Nova          |

## Accessos
- Passeig de Valldaura